# Universitatea Lehigh
Universitatea Lehigh (în engleză Lehigh University) este o universitate privată de cercetare, cu sediul în Bethlehem, Pennsylvania. Ea a fost fondată în 1865 de omul de afaceri Asa Packer. Programul său de studii de licență a fost coeducațional începând din anul universitar 1971–1972. În anul 2019 universitatea avea 5.047 studenți la studii universitare și 1.942 de studenți la studii postuniversitare.
Lehigh are patru colegii: Colegiul P.C. Rossin de Inginerie și Științe Aplicate, Colegiul de Arte și Științe, Colegiul de Economie și Afaceri și Colegiul de Științe ale Educației. Colegiul de Arte și Științe este cel mai mare colegiu al universității, aici învățând aproximativ 35% dintre studenți. Universitatea oferă o varietate de titluri academice, inclusiv licențiat în arte, licențiat în științe, master în arte, master în științe, master în administrarea afacerilor, master în inginerie, master în educație și Philosophiæ doctor.
În cadrul universității Lehigh au urmat studii câțiva câștigători ai Premiului Pulitzer, bursieri Fulbright, membri ai Academiei Americane de Arte și Științe și ai Academiei Naționale de Științe și câștigători ai Medaliei Naționale pentru Știință.

## Campus

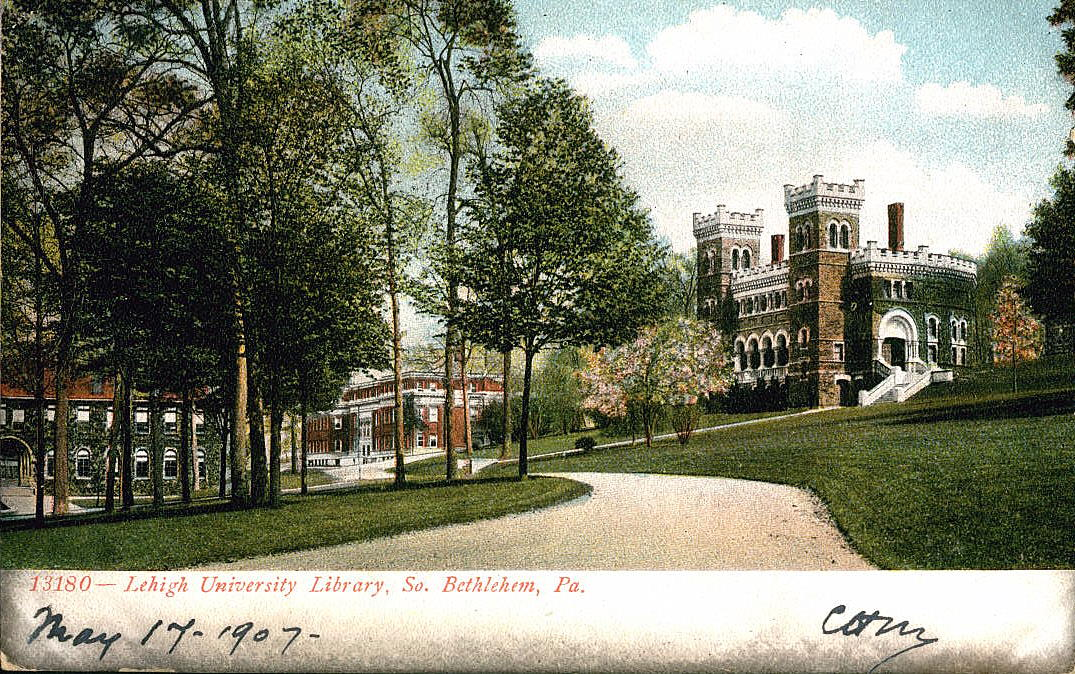
Campusul Asa Packer, 1907.

Situată în regiunea Lehigh Valley, universitatea se află la o distanță de 70 mile (110 km) de Philadelphia și la 85 mile (137 km) de New York.
Universitatea Lehigh se întinde pe o suprafață de 2.350 acri (9,5 km2), inclusiv 180 acri (0,73 km2) de terenuri de sport și de agrement și 150 de clădiri cu un spațiu total de patru milioane de metri pătrați. Ea este organizată în trei campusuri învecinate în jurul South Mountain și anume:
- Campusul Asa Packer, construit în versantul nordic al muntelui, este principalul campus al universității Lehigh;
- Campusul din vârful muntelui, în partea de vârf a South Mountain, cuprinzând un teren de sport și Sala Iacocca; și
- Campusul Murray H. Goodman, imediat la sud, unde se află un stadion cu 16.000 de locuri și alte spații cu destinație sportivă.

## Personalități

### Absolvenți
Printre absolvenții notabili ai universității sunt:
- Ali Al-Naimi (fost ministru al petrolului și resurselor minerale din Arabia Saudită)
- Pongpol Adireksarn (viceprim-ministru al Thailandei)
- Stephen J. Benkovic (chimist notabil și laureat al Medaliei Naționale pentru Știință)
- Harry J. Buncke („părintele microchirurgiei”)
- Steve Chang (cofondator și fost CEO al Trend Micro)
- Charlie Dent (reprezentant al Pennsylvaniei în Camera Reprezentanților în perioada 2005-2018)
- Henry Sturges Drinker, promoția 1871, inginer mecanic la Lehigh Valley Railroad și președinte al Lehigh University în perioada 1905-1920
- Robert Durst (presupus ucigaș în serie și subiectul miniserialului Jinx, realizat în 2015 de HBO)
- Cathy Engelbert (directoare a WNBA și fost CEO al Deloitte)
- Richard Hayne (cofondator al Urban Outfitters)
- Lee Iacocca (fost CEO al Chrysler Corporation)
- C. J. McCollum (jucător profesionist de baschet în NBA, care a jucat la Portland Blazers)
- Joe Morgenstern (critic de film și câștigător al Premiului Pulitzer)
- Roger Penske (fondator al Penske Corporation)
- Jesse W. Reno (inventatorul scărilor rulante)
- Terry Hart (astronaut NASA)

### Profesori
Printre profesorii notabili ai universității se află următorii: 
- Michael Behe (profesor de biochimie și susținător al teoriei designului inteligent)
- Norman Melchert (profesor de filozofie din 1962 până la pensionarea sa în anul 1995)
- Joanna B. Michlic (profesoară de istorie a evreilor din Poloniei)
- Francis J. Quirk (profesor de artă, care a predat la universitate în perioada 1950-1973)
- Terry Hart (astronaut NASA)

## Legături externe
- Site web oficial
- Lehigh Athletics website
- „Lehigh University”. New International Encyclopedia. 1905.